# Seznam moravských šlechtických rodů, S
Tento seznam obsahuje výčet šlechtických rodů, které byly v minulosti spjaty s Markrabstvím moravským. Podmínkou uvedení je držba majetku, která byla v minulosti jedním z hlavních atributů šlechty, případně, zejména u šlechty novodobé, jejich služby ve státní správě na území Moravy či podnikatelské aktivity. Platí rovněž, že u šlechty, která nedržela konkrétní nemovitý majetek, jsou uvedeny celé rody, tj. rodiny, které na daném území žily alespoň po dvě generace, nejsou tudíž zahrnuti a počítáni za domácí šlechtu jednotlivci, kteří na Moravě vykonávali pouze určité funkce (politické, vojenské apod.) po přechodnou či krátkou dobu. Nejsou rovněž zahrnuti církevní hodnostáři z řad šlechty, kteří pocházeli ze šlechtických rodů z jiných zemí.

## S
- Sakové z Bohuňovic[1]
- Salm-Reifferscheidt-Raitzové
- Sedlničtí z Choltic
- Seilern-Aspangové[2]
- Serényiové von Kis-Serény[2]
- Sevěřští z Kuličova
- Schaffgotschové
- Schrattenbachové
- Silva-Taroucové
- Sinzendorfové
- Skene[1]
- Skrbenští z Hříště
- ze Sovince
- Spiegelové zum Diesenberg-Hanxleden[2]
- Spiegelové z Ehrenštejna[3]
- Stillfriedové von Rathenic[2]
- Stockauové[2]
- Strachwitzové[2]
- Stückerové z Wayerhofu
- Svatokřížští od Svatého kříže